# Astacilla longispina
Astacilla longispina là một loài chân đều trong họ Arcturidae. Loài này được Kensley miêu tả khoa học năm 1978.